# Novelda
Novelda è un comune spagnolo situato nella comunità autonoma Valenciana.
La sua principale industria è l'estrazione e la lavorazione del marmo, attività in cui è la prima città in Spagna e la seconda al mondo.

## Luoghi d'interesse
- Santuario de Santa María Magdalena - chiesa cattolica costruita fra il 1918 e il 1946.

## Amministrazione

### Gemellaggi
- Carrara